# Il ritratto di Dorian Gray
Il ritratto di Dorian Gray (titolo orig. The Picture of Dorian Gray) è un romanzo filosofico e horror gotico scritto dall'autore irlandese Oscar Wilde. Pubblicato dapprincipio in una versione più breve come racconto sul numero di luglio 1890 del periodico americano Lippincott's Monthly Magazine, la versione in formato romanzo fu pubblicata nell'aprile 1891.
La storia ruota attorno a un quadro di Dorian Gray, dipinto da Basil Hallward, amico di Dorian e artista infatuato della bellezza eccezionale del giovane. Attraverso Basil, Dorian incontra Lord Henry Wotton e rimane presto affascinato dalla visione edonistica del mondo enunciata dall'aristocratico, secondo il quale la bellezza e l'appagamento sensuale sono le uniche cose che valgano la pena di perseguire nella vita. Comprendendo che la propria bellezza svanirà, Dorian esprime il desiderio di vendere la sua anima, per garantire che l'immagine dipinta, piuttosto che il proprio corpo, invecchierà e svanirà. Il desiderio è esaudito e Dorian persegue una vita libertina fatta di varie esperienze amorali pur rimanendo negli anni sempre giovane e bello; nel frattempo, il suo ritratto invecchia e registra visivamente tutti i peccati di Dorian.
Unico romanzo di Wilde, al suo apparire fu soggetto a molte controversie, critiche e stroncature, ma col tempo è stato riconosciuto come un capolavoro, un classico della letteratura gotica.

## Storia editoriale
(Lord Henry Wotton, Il ritratto di Dorian Gray, capitolo I)
Alla fine di marzo del 1890, Wilde inviò il dattiloscritto ai redattori della rivista Lippincott's Monthly Magazine. Fu pubblicato, in una forma purgata dai redattori per censurare alcuni passi ritenuti scabrosi, nel luglio dello stesso anno; all'inizio del 1891 l'autore pubblicò su The Fortnightly Review una prefazione al romanzo ("A Preface to The Picture of Dorian Gray") per rispondere ad alcune polemiche sollevate dalla sua opera.
Nell'aprile 1891 Wilde fece stampare in volume il romanzo, unendovi la propria prefazione, da Ward, Lock & Company. L'autore modificò a sua volta il dattiloscritto, cancellando delle parti rischiose, aggiunse molti capitoli (il 3°, il 5°, il 15°, il 16°, il 17° e il 18°) per raggiungere le centomila parole richieste dall'editore, e anche per depistare i critici. L'autocensura fu inutile, e il romanzo fu usato - per il suo contenuto omosessuale, visibile soprattutto nel personaggio di Basil Hallward e in diverse allusioni fatte da Wilde all'immaginario degli omosessuali vittoriani - come arma processuale contro Wilde.

## Trama
(Lord Henry Wotton, «Il ritratto di Dorian Gray»)
Il romanzo, ambientato nella Londra vittoriana del XIX secolo, un'epoca pervasa da una mentalità tipicamente borghese, narra la storia di un giovane di bell'aspetto, Dorian Gray, che arriverà a fare della sua bellezza un rito insano. Egli comincia a rendersi conto del privilegio del suo fascino quando Basil Hallward, un pittore, nonché suo amico, gli regala un ritratto da lui dipinto, il quale lo riproduce nel pieno vigore della gioventù.
Lord Henry Wotton avrà un ruolo decisivo nella vita dell'ancora ingenuo Dorian, che conosce proprio presso lo studio di Hallward. Ed è proprio lì che Wotton, con i suoi panegirici sulla bellezza, influenza negativamente Dorian, il quale comincia a guardare la giovinezza come qualcosa di veramente importante, tanto da provare invidia verso il proprio stesso ritratto, che sarà eternamente bello e giovane mentre lui invecchierà. Colpito dal panico, Dorian afferma che avrebbe dato qualsiasi cosa, anche la sua anima, per rimanere eternamente giovane e bello, cosa che avviene, con il quadro che mostrerà i segni della decadenza fisica e della corruzione morale al suo posto.
Dorian intraprende poi una tormentata storia d'amore con l'attrice di teatro Sybil Vane, con la quale avrebbe dovuto sposarsi. Ad un certo punto, Dorian inizia a notare che la sua figura raffigurata nel quadro stava iniziando a invecchiare, per poi assumere smorfie gradualmente spaventose tutte le volte che egli commetteva un atto feroce e ingiusto, come se fosse la rappresentazione della corruzione della sua coscienza. Nasconde perciò il quadro in soffitta e si dà a praticare una vita all'insegna del piacere, sicuro che il quadro patirà le miserie della sorte al posto suo.
Dorian non rivelerà a nessuno l'esistenza del quadro, se non a Hallward, che poi ucciderà in preda alla follia fomentata dalle critiche del pittore, che ritiene causa dei suoi mali in quanto creatore dell'opera. Ogni tanto, però, si reca segretamente nella soffitta per controllare e schernire il suo ritratto che invecchia e si imbruttisce giorno dopo giorno, ma che gli crea anche tanti rimorsi e timori finché, stanco della sua malvagia vita, lacera il quadro con lo stesso coltello con cui aveva ucciso Hallward. Questo atto riporta il quadro alla bellezza originaria, mentre Dorian, ora con le fattezze di un vecchio ripugnante, giace a terra, morto, con il coltello conficcato nel petto.

## Personaggi
- Dorian Gray, giovane, bello e innocente all'inizio del racconto ma poi, dopo aver dichiarato che darebbe la sua anima pur di non invecchiare mai, seguirà una vita dissoluta e amorale per l'epoca in accordo con la filosofia corrente dell'estetismo e dell'anti-epoca vittoriana. Lord Henry Wotton gli fa aprire gli occhi sulla sua bellezza, che abbaglia chi gli sta attorno ma destinata a svanire presto, e allora Dorian desidera, davanti al quadro appena finito da Basil, di restare giovane in eterno. Ogni volta che compie un'azione scorretta, non sarà lui a mutare ma il suo ritratto. Dorian è completamente ossessionato dall'eterna giovinezza che possiede usandola per scopi malvagi (conduce la fidanzata Sybil al suicidio, corrompe diversi amici portandoli sulla via della perdizione, dei debiti e dell'oppio; rovina la reputazione di diverse donne; e infine uccide l'amico Basil, costringendo il chimico Alan Campbell a distruggerne il corpo, inducendolo al rimorso e al suicidio), quando finalmente capisce chi è realmente diventato viene colpito da crudeli rimorsi per il male compiuto e pugnala il quadro sperando che questo spezzi l'incantesimo. In effetti la maledizione si spezza ma il quadro, ormai intrinseco dell'anima di Dorian, squarciandosi causa la morte del protagonista che viene ritrovato con le sue vere sembianze.
- Lord Henry Wotton, suo amico e in qualche modo il diavolo tentatore. Ha una personalità affascinante e ha sempre la risposta pronta. È lui che, attraverso la sua influenza e le sue parole ciniche e spesso provocatorie, rende Dorian una persona spietata e sempre desiderosa di provare nuovi piaceri. È lui che lo rende conscio di ciò che potrebbe fare tramite il suo aspetto rassicurante e innocente nel breve arco della sua giovinezza. È sposato con lady Victoria, che poi lo abbandona per fuggire con l'amante, ha diversi fratelli e una sorella, lady Gwendolen, la cui reputazione è poi macchiata dagli atteggiamenti di Dorian.
- Basil Hallward, pittore e autore del ritratto di Dorian, nonché suo amico; grazie alla sua presenza influente, Dorian lo ha ispirato in numerose opere rendendolo un pittore di fama. Prova una smodata adorazione, ai limiti dell'infatuazione, nei confronti del ragazzo, che è da tempo il suo principale spunto creativo, ma dovrà ricredersi quando vedrà anni dopo il suo quadro mutato. Viene ucciso da Dorian dopo aver pregato il giovane, davanti al quadro, di pentirsi di tutto il male compiuto, e averlo rimproverato. Dorian ritiene infatti il pittore il vero responsabile della sua discesa negli inferi. Il giovane ricatta poi il chimico Alan Campbell, suo ex amico, facendogli distruggere il corpo con l'acido. Campbell si spara poco tempo dopo per il rimorso mentre Basil è dato per disperso mentre viaggiava verso Parigi.
- Sybil Vane, la ragazza di cui Dorian s'innamora. Una giovane e povera attrice di teatro di 17 anni che, dopo essersi innamorata a sua volta di lui, perde il suo talento: per questo viene malamente ripudiata da Dorian e, sconvolta, decide di suicidarsi.
- James Vane, marinaio, fratello di Sybil. Tenta due volte di uccidere Dorian per vendetta, ma finisce ucciso per errore durante una battuta di caccia.

Oscar Wilde in una lettera al suo amico Ralph Payne dice: 

## Critica
(Oscar Wilde, dalla Prefazione a «Il ritratto di Dorian Gray»)
L'opera, così come molte altre, appare ispirarsi in parte al mito del Dottor Faust, limitatamente al tema generale del conflitto tra piacere estetico-edonistico e moralità.
Il ritratto di Dorian Gray si configura come un eccellente capolavoro della letteratura inglese e come una vera e propria celebrazione del culto della bellezza. Una ‘professione di fede’ che Wilde tende a fare propria e a perseguire nell'arco della sua intera esistenza, sia attraverso la sua produzione artistica sia per mezzo della sua condotta decisamente anti-vittoriana e anti-conformista, sprezzante del buonsenso e dei canoni della morale borghese.
La vita, per Wilde, si configura infatti come un'opera d'arte ben riuscita. Wilde opta quindi per il rovesciamento del principio secondo cui è l'arte che imita la vita, trasformandolo nel presupposto per il quale è la vita a imitare l'arte. La vita è pertanto prodotto e risultato dell'arte. Di qui l'importanza attribuita all'apparenza e al dominio dei sensi, che perviene quindi all'estetismo (dal greco αἴσθησις, ‘percezione con i sensi’), atteggiamento tipicamente wildiano e pateriano (ma anche dannunziano) e caratterizzato dalla concezione di un'arte fondamentalmente fine a sé stessa (art for art's sake).
Un'esperienza, quella estetica, che non sempre si rivela giusta e retta. La visione della vita come arte implica infatti da un lato la ricerca del piacere, ovvero l'edonismo, dall'altro uno stile di vita disinibito e dissoluto che porta allo sfacelo morale e, nel caso di Dorian Gray, al crimine.

## Gli aforismi di Lord Wotton
Come tutte le opere di Wilde, anche Il ritratto di Dorian Gray è ricco di sentenze, collocate dai critici nella categoria di aforismi; questo particolare tipo d'espressione, artificiosamente spontanea se vogliamo, conferisce allo stile di Wilde un modo tagliente di affrontare le verità della vita, aderendo perfettamente al carattere, quasi armonizzato ai suoi stessi pensieri, di quello che probabilmente è il "crypto-personaggio principale" dell'opera, Lord Henry Wotton. La maggior parte degli aforismi, infatti, prende vita attraverso la straordinaria eloquenza di Henry, o comunque viene quasi sempre ricondotta alle sue oscure teorie sulla vita e sull'arte. Lord Wotton, per usare le parole con cui lo stesso autore lo descrive all'interno del romanzo, "sembra aver riassunto il mondo in una frase".
Non c'è affatto da stupirsi, quindi, se leggendo il romanzo ci sembra improvvisamente di avvertire un rovesciamento radicale dei ruoli conferiti ai personaggi della storia. Lord Henry molto spesso ne sembra l'indiscusso protagonista, quasi parlasse per bocca dello stesso autore. Wilde stesso parlò di questo punto in più occasioni, notando quasi con rammarico che tutti pensassero al romanzo come a un'opera autobiografica in cui, attraverso i vari personaggi, lo stesso autore non faceva altro che rappresentare i suoi conflitti. Non è da dimenticare che questa fu una parte decisiva rispetto alla sua successiva incarcerazione; i capi d'accusa contro di lui (derivati da quello che oggi appare un moralismo ipocrita e anti libertario) si rifacevano a passi di questo romanzo. Le colpe di Dorian Gray e gli affilati aforismi di Lord Henry diventarono ciò che veniva rimproverato all'autore stesso. L'impatto di Wilde sulla Londra vittoriana fu di inquietante potere culturale, nettamente d'avanguardia. Tutto quello che egli diceva, come si comportava, veniva preso come una rivolta contro le regole che facevano da pilastri a quel moralismo vittoriano che la psicoanalisi avrebbe demistificato. I suoi aforismi lo condannarono così come lo portarono ad avere un posto nella storia immortale della letteratura e del costume. Wilde inventò il coming out e lo argomentò su un piano filosofico e culturale inaccessibile ai suoi giudici e al pubblico meno evoluto.
Come molti critici si divertono molto spesso a sottolineare - non ci si stupisce poi che lo stesso autore detestasse questa particolare categoria -, quelli di Wilde non sono veri e propri aforismi, ovvero generalmente non sono autonomi, o slegati dal contesto; molti faticano a vedere le verità che si nascondono dietro il loro paradosso artistico. Ma la loro forma non è che il pretesto. Nonostante ciò, infatti, essi riescono forse con maggior precisione a far notare, o forse provare, al lettore tutto ciò che lo stesso scrittore precisamente voleva che arrivasse all'io segreto di chi legge.
Molte sentenze di Lord Wotton, pur parendo solo frasi a effetto o teorie che condensano luoghi comuni per poi rovesciarli, rispecchiano un profondo e arguto interesse filosofico nei confronti non solo della natura umana, ma anche verso ogni sua sfumatura, tanto da riuscire a giungere nei più nascosti e inconfessabili meandri dell'animo umano.
Vero è che molti aforismi del romanzo possono essere facilmente rovesciati, anche perché molti derivano dallo stesso rovesciamento di luoghi comuni; però esprimono ugualmente argute riflessioni, alle volte difficili da accettare per qualcuno; essi sottolineano l'enorme genialità di Wilde e la sua profonda conoscenza della vita e dell'Arte. È vero che Lord Wotton non sembra nutrire alcun riguardo verso la morale, ma questo solo poiché nella mente di Wilde, una mente dominata dall'Art for Art's sake (Arte per amore dell'Arte), - cioè devota al movimento culturale secondo il quale la bellezza giustificava i mezzi attraverso cui essa poteva essere raggiunta -, non esisteva affatto moralità o immoralità nel pensiero, così come nell'espressione, anzi, era solito dire che "in letteratura non esistono libri morali o immorali, un libro è ben scritto o mal scritto, tutto qui".
Lord Henry pronuncia anche molti paradossi autentici, questo a detta di molti, ma in qualche strano modo la cosa non fa che renderli più veri. Quasi incontestabili.
Non si percepisce nel libro un'esplicita condanna morale da parte di Wilde verso Dorian, anche se, ovviamente, dobbiamo assolutamente ricordare cosa pensasse l'autore riguardo l'influenza in generale, definendola il morbo supremo che deturpa il genere umano.
È anche vero, però, che il pensiero di Wilde riguardo al suo rapporto col protagonista del suo romanzo e, forse, con sé stesso, era particolarmente controverso. In una delle sue ultime lettere infatti, egli scrive che non si capacitava di come tutti avessero frainteso il suo stesso libro: "Lord Henry," diceva "è come tutti pensano che io sia. Dorian è come vorrei essere. Basil, quello che in realtà sono."
Inoltre, il rapporto che hanno Dorian Gray e Lord Henry è il corrispettivo del reale rapporto che correva tra Walter Pater e Oscar Wilde: l'uno insegna all'altro l'arte di vivere secondo i principi dell'Estetismo, ma mentre il maestro conduce una vita tuttavia tranquilla (infatti Pater spese tutta la sua vita sui libri), spetta all'allievo mettere in pratica le regole del vivere.
Ecco uno degli aforismi di Lord Henry:
(Lord Henry Wotton, «Il ritratto di Dorian Gray»)

## Edizioni
- (EN) Picture of Dorian Gray, Toronto, Musson Book Company ; John WLuce & Co, 1909. URL consultato il 16 aprile 2015.

### Edizioni italiane
- Il ritratto di Doriano Gray, trad. di Anonimo, Sandron, 1905.
- Doriano Gray dipinto, trad. di Biagio Chiara, Bideri, 1906.
- Il ritratto di Dorian Gray, trad. di Anonimo, Milano, Sonzogno, 1911.
- Il ritratto di Dorian Gray, traduzione di Sergio Ortolani, Milano, Facchi, 1920; Milano, Edizioni Giovanni Bolla, 1947; Intra, 2021, 2023.
- Doriano Gray dipinto, trad. di Anonimo, Milano, Bietti, 1925; col titolo Il ritratto di Dorian Gray, Bietti, 1959.
- Il ritratto di Dorian Gray, a cura di Augusta Grosso Guidetti, Collana I Grandi Scrittori Stranieri, Torino, UTET, 1933.
- Il ritratto di Dorian Gray, traduzione di Raffaele Calzini, introduzione di Masolino d'Amico, con uno scritto di André Gide, Collana Oscar Classici, Mondadori, 1982  [Mondadori, 1935],  pp. 249, cap. 20, ISBN 978-88-04-51665-1. - I Classici del Battello a vapore, Novara, Piemme, 2005, ISBN 978-88-384-3924-7.
- Il ritratto di Dorian Gray, traduzione di Ugo Dèttore, Collana BUR nn.240-242, Milano, Rizzoli, 1951,  p. 266. - Introduzione di Bernhard Fehr, BUR, Rizzoli, 1975; a cura di M. Premoli, I giganti di Gulliver, Opportunity Books, 1995-1996, ISBN 978-88-812-9861-7; La Biblioteca Ideale Tascabile n.62, Opportunity Books, 1995; Collana I Grandi Classici della Letteratura Straniera, Milano, Fabbri Editori, 1996-1999; Illustrazioni di Henry Keen, edizione BUR Deluxe, Milano, Rizzoli, 2018, ISBN 978-88-171-0546-0.
- Il ritratto di Dorian Gray, in  Tutte le opere. Volume I: Romanzi e racconti, traduzione di Emanuele Grazzi, a cura di Aldo Camerino, Roma, Gherardo Casini Editore, 1953, 1964, 1987. - [con Il delitto di Lord Arthur Savile, Il fantasma di Canterville], Collana Il Caleidoscopio n.20, Milano, Club degli Editori, 1963; Introduzione di Angela Giannitrapani, Firenze, Sansoni, 1965; Casa del Libro, 1991; Introduzione di Cesare Milanese, con un Profilo di Wilde scritto da James Joyce, Roma, Newton Compton, 1993 - Introduzione di Masolino D'Amico, Newton, 1999-2024; Novara, De Agostini, 2003.
- Il ritratto di Dorian Gray, traduzione di Giuseppe Sardelli, Collana I Grandi della Letteratura n.1, Milano, Fabbri Editori, 1968.
- Il ritratto di Dorian Gray, traduzione di Marco Amante, Introduzione e cura di Franco Marenco, Collana I grandi libri n.166, Milano, Garzanti, agosto 1976. - a cura di L. Cantatore, Archimede, 1992, ISBN 978-88-795-2019-5; Nuages, 1996, ISBN 978-88-864-5611-1; Torino, Editrice La Stampa, 2003; Collana I Classici del Romanzo, Milano, Centauria, 2016.
- Il ritratto di Dorian Gray, traduzione di Aldo Peruzzo, Milano, Aldo Peruzzo Editore, 1985-2003.
- Il ritratto di Dorian Gray, traduzione di e cura di Benedetta Bini, Prefazione di Aldo Busi, Collana UEF. I Classici n.58, Milano, Feltrinelli, 1991,  pp. 264, capp. 20, ISBN 978-88-07-82011-3.
- Il ritratto di Dorian Gray, traduzione di Nicoletta Della Casa Porta, Collana Acquarelli, Bussolengo, Demetra, 1993, 1994, ISBN 978-88-712-2329-2.
- Il ritratto di Dorian Gray, Collana Ennesima, Rimini, Guaraldi, 1995, ISBN 978-88-804-9037-1.
- Il ritratto di Dorian Gray, traduzione di G. Ottolini, Collana Il mondo narrato, Roma, La Nuova Italia, 1995, ISBN 978-88-221-1504-1.
- Il ritratto di Dorian Gray, trad., Nota e Postfazione di Giovanni Luciani, Collana I Classici Classici n.19, Milano, Frassinelli, 1996, ISBN 88-76-843-71-X; Collana Superclassici n.4, Milano, Sperling & Kupfer, 2001, ISBN 978-88-827-4254-6; in Opere, Collana I Meridiani, Milano, Mondadori, 2000 - Collana Meridiani Collezione n.24, Mondadori, 2006.
- Il ritratto di Dorian Gray, traduzione di Franco Ferrucci, Collana Scrittori tradotti da scrittori n.67, Torino, Einaudi, 1996, ISBN 978-88-061-3905-6. - con un saggio di Javier Marías, Collana ET Classici n.696, Torino, Einaudi, febbraio 2000-2024, ISBN 978-88-061-5128-7.
- Il ritratto di Dorian Gray, traduzione di Loredana Baldinucci, Introduzione di Masolino D'Amico, Collezione La Biblioteca di Repubblica. Ottocento n.17, Roma, Gruppo Editoriale L'Espresso, 2004.
- Il ritratto di Dorian Gray, traduzione di e note di Luciana Pirè, Collana Biblioteca Ideale, Firenze, Giunti, 2004. - Collana Nuovi acquerelli, Bussolengo, Demetra, 2006, ISBN 978-88-440-3268-5; Collana Y Classici, Firenze, Giunti, 2012, ISBN 978-88-097-7288-5; Introduzione di Luca Scarlini, Collana Passepartout, Firenze, Giunti Demetra, 2016, ISBN 978-88-440-4594-4; Firenze, Giunti-Barbèra, 2021, ISBN 978-88-099-0868-0.
- Il ritratto di Dorian Gray, traduzione di Mimi Oliva Lentati, Introduzione di Silvia Mondardini, Collana I nuovi classici, Siena, Barbera, 2006,  p. 268, ISBN 978-88-789-9109-5. - Collana I Grandi Classici, Liberamente, 2018, ISBN 978-88-631-1381-5; Collana Grande Biblioteca, Santarcangelo di Romagna, Rusconi, 2019, ISBN 978-88-180-3448-6; Collana I Classici, Santarcangelo di Romagna, Foschi, 2019, ISBN 978-88-332-0059-0; Collana Pickwick, Milano, Sperling & Kupfer, 2022, ISBN 978-88-554-4728-7; Collana Futuro anteriore, Roma, Theoria, 2024, ISBN 978-88-549-8378-6.
- Il ritratto di Dorian Gray, traduzione di Ernesto Cola, Collana Classici tascabili, Milano, Baldini Castoldi Dalai, 2009.
- Il ritratto di Dorian Gray, traduzione di Sara Sonegà, illustrazioni di Roberto Mastai, Collana Classici illustrati, Firenze, Barbès, 2010, ISBN 978-88-629-4172-3.
- Il ritratto di Dorian Gray, traduzione di Barbara Gambaccini e Andrea Salieri, Collana Highlander, Massa, Edizioni Clandestine, 2010,  p. 236, ISBN 978-88-95720-55-5.
- Il ritratto di Dorian Gray, traduzione di Massimo Scorsone, Collana Biblioteca ideale, Firenze, Giunti, 2010, ISBN 978-88-090-3351-1. - Canguro, 2011; Collana Classici, Accademia dell'iris, 2011; Collana Grandi Classici, Varese, Crescere Edizioni, 2011, ISBN 978-88-833-7187-5; Collana I Grandi Classici, Santarcangelo di Romagna, Rusconi, 2012; Collana I Classici, Montecovello, 2013, ISBN 978-88-673-3212-0; Insolitolibro, 2014, ISBN 978-88-986-2809-4; Collana Lettere belle, Edizioni del Baldo, 2018, ISBN 978-88-262-0347-8; saggio introduttivo di Bernhard Fehr, Collana BUR Grandi Classici, Rizzoli, 2019, ISBN 978-88-171-1985-6; Collana BUR Ragazzi, Rizzoli, 2019, ISBN 978-88-171-1935-1; I Capolavori della Letteratura, La Rana Volante, 2019, ISBN 978-88-321-4740-7.
- Il ritratto di Dorian Gray, traduzione di Emanuele Genovese, 881, 2012, ISBN 978-88-906-9389-2.
- Il ritratto di Dorian Gray, traduzione di Nicola Manuppelli, a cura di F. Brea, Collana Originals, Fidenza, Mattioli 1885, 2012,  p. 260, ISBN 978-88-6261-302-6.
- Il ritratto di Dorian Gray. Il dattiloscritto originale non censurato, traduzione di Michele Piumini, a cura di Nicholas Frankel, Collana I Meridiani paperbacks, Milano, Mondadori, 2014, ISBN 978-88-04-64118-6.
- Il ritratto di Dorian Gray, traduzione di Vincenzo Latronico, biografia e cronologia a cura di Giulia Caminito, Collana I Classici, Milano, Bompiani, 2018, ISBN 978-88-452-9737-3. - Collana Classici Collection, Firenze, Giunti, 2024; illustrazioni di Benjamin Lacombe, Milano, Ippocampo, 2024, ISBN 978-88-672-2870-6.
- Il ritratto di Dorian Gray, traduzione di Rosa Elena Colombo, illustrato da Liana Zanfrisco, Temperino Rosso, 2018, ISBN 978-88-319-0929-7. [versione del 1891]
- Il ritratto di Dorian Gray, trad., Introduzione e cura di Enrico Terrinoni, Collana Oscar Classici. Serie Cult, Milano, Mondadori, 2021, ISBN 978-88-047-3636-3.
- Il ritratto di Dorian Gray, traduzione di Barbara Lanati, Collana Vola la pagina, Colognola ai Colli, Gribaudo, 2021, ISBN 978-88-580-3712-6.
- Il ritratto di Dorian Gray, traduzione di Daniela Formica, Collana Young, Roma, Curcio, 2021, ISBN 978-88-686-8552-2.

## Opere derivate

### Cinema
- Nel 1910 viene girata la prima versione cinematografica del racconto di Oscar Wilde, intitolata Dorian Grays Portræt. Il film danese è diretto da Axel Strøm e interpretato da Valdemar Psilander, nella parte di Dorian Gray.
- Del 1913 è la prima versione statunitense, The Picture of Dorian Gray, diretta da Phillips Smalley e interpretata da Wallace Reid nella parte di Dorian Gray, Lois Weber e Phillips Smalley.
- Nel 1915 venne realizzata una versione russa, Portret Doryana Greya, per opera di Vsevolod Meyerhold e Mikhail Doronin. A interpretare il protagonista è Varvara Yanova, mentre Vsevolod Meyerhold è Lord Henry Wotton.
- Sempre del 1915 un'altra versione statunitense, The Picture of Dorian Gray, diretto da Eugene Moore e interpretato da Harris Gordon (Dorian Gray), Helen Fulton (Evelyn), Ernest Howard (Basil Hayward) e W. Ray Johnston (Lord Henry Wotton).
- Appena un anno dopo, nel 1916 ne viene realizzato un remake, sempre statunitense, The Picture of Dorian Gray, diretto da Fred W. Durrant e interpretato da Henry Victor, Pat O'Malley, Sydney Bland, Dorothy Fane e Jack Jordan.
- Nel 1917 viene girata la prima versione tedesca, Das Bildnis des Dorian Gray, diretta da Richard Oswald, con Bernd Aldor, Ernst Pittschau e Ernst Ludwig.
- Del 1918 la versione ungherese Az élet királya, diretta da Alfréd Deésy, in cui appare un giovane Bela Lugosi (qui con il nome di Arisztid Olt) nella parte di Lord Henry Wotton, accanto a Norbert Dán che interpreta Dorian Gray.
- Nel 1945 esce negli USA il film Il ritratto di Dorian Gray (The Picture of Dorian Gray), regia di Albert Lewin. Con Lowell Gilmore, Peter Lawford, Angela Lansbury (che diverrà popolare durante gli anni ottanta grazie al ruolo di Jessica Fletcher nella serie televisiva La Signora in Giallo), Donna Reed e George Sanders.
- Nel 1970, Massimo Dallamano dirige il film Il dio chiamato Dorian, versione cinematografica italiana con un pizzico di erotismo del romanzo di Wilde. Nel film compaiono Helmut Berger, nella parte di Dorian; Herbert Lom in quella di Henry Wotton; Richard Todd, in quella di Basil Hallward. Tra gli altri interpreti: Margaret Lee, Maria Rohm, Beryl Cunningham, Isa Miranda ed Eleonora Rossi Drago.
- Nel 1976 il regista spagnolo Jesús Franco ne dirige una versione per adulti intitolata Doriana Gray, in cui la protagonista è interpretata da Lina Romay.[4]
- Del 1977 è una versione francese del racconto di Wilde, intitolata Le portrait de Dorian Gray. Il film, diretto da Pierre Boutron vede protagonisti Raymond Gérôme (Lord Henry Wotton), Patrice Alexsandre (Dorian Gray), Marie-Hélène Breillat (Sybil) e Denis Manuel (Basil Hallward).
- Un film del 2001 di Allan A. Goldstein, dal titolo Dorian, con Malcolm McDowell ed Ethan Erickson, è stato liberamente tratto dal capolavoro di Oscar Wilde.
- Nel 2003 Dorian Gray compare come antagonista nel film La leggenda degli uomini straordinari (The League of Extraordinary Gentlemen), film diretto da Stephen Norrington, liberamente tratto dal fumetto La Lega degli Straordinari Gentlemen, ideato da Alan Moore e Kevin O'Neill per l'etichetta del primo America's Best Comics. Il personaggio di Dorian Gray viene recitato da Stuart Townsend.
- Nel 2004 viene realizzato un film horror, ispirato all'opera di Oscar Wilde, intitolato The Picture of Dorian Gray - Il ritratto del male, con Josh Duhamel nei panni di Dorian Gray.
- Nel 2005 ne viene realizzato uno short intitolato semplicemente Dorian, diretto da Vincent Kirk e interpretato da Matthew Jaeger.[5]
- Del 2007 è l'adattamento di Duncan Roy per la pellicola The Picture of Dorian Gray, con David Gallagher nella parte di Dorian.[6]
- Nel novembre 2009 è uscito un film, ispirato all'opera di Wilde, intitolato semplicemente Dorian Gray, interpretato dall'attore inglese Ben Barnes nei panni del protagonista.

### Televisione
Nel periodo post bellico relativo alla Seconda guerra mondiale i comici Wayne e Shuster fecero una parodia del romanzo dove il protagonista mangiava a dismisura e il ritratto aveva alla lunga problemi con la cornice.
- Nel 1953 la ABC manda in onda The Picture of Dorian Gray all'interno della serie televisiva Tales of Tomorrow.
- Il novelliere: The picture of Dorian Gray (1958) di Daniele D'Anza - Film TV
- Nel 1961 all'interno della serie televisiva statunitense Golden Showcase, viene trasmesso l'episodio The Picture of Dorian Gray, tratto dal racconto di Oscar Wilde.
- Sempre nel 1961 è la serie britannica Armchair Theatre a trasmettere un episodio intitolato The Picture of Dorian Gray. 	Dorian Gray è interpretato da Jeremy Brett.
- Nel 1969 in Messico viene trasmessa la serie El retrato de Dorian Gray diretta da Ernesto Alonso, con, nella parte di Dorian, Enrique Álvarez Félix.
- Nel 1973 Glenn Jordan dirige il film per la televisione Storia della marchesa De Sade (The Picture of Dorian Gray, USA). Gli interpreti sono: Shane Briant (Dorian Gray), Nigel Davenport (Lord Harry Wotton), Charles Aidman (Basil Hallward), Fionnula Flanagan (Felicia), Linda Kelsey (Beatrice), Vanessa Howard (Sybil Vane), John Karlen (Alan Campbell).
- Nel 1976, all'interno della serie britannica BBC Play of the Month viene mandato in onda l'episodio The Picture of Dorian Gray. L'episodio è diretto da John Gorrie, mentre gli interpreti sono John Gielgud (Lord Henry Wotton), Jeremy Brett (Basil Hallward) e Peter Firth (Dorian Gray).
- Nel 1977 la serie televisiva spagnola Los libros, propone l'episodio El retrato de Dorian Gray diretto da Jaime Chávarri, con Agustín Bescos, Myriam De Maeztu e Francisco Guijar.
- Nel 1983 la televisione statunitense propone una versione femminile del mito di Dorian Gray, interpretata da Belinda Bauer, nel film per la televisione I peccati di Dorian Gray (The Sins of Dorian Gray). Il film è diretto da Tony Maylam, e nel cast, oltre alla Bauer, figurano anche Anthony Perkins (Henry Lord) e Michael Ironside (Alan Campbell).
- Nel 2014 Dorian Gray compare tra i personaggi principali della serie televisiva statunitense Penny Dreadful di Showtime.

### Fumetti
- Il numero 15 di Satanik (Il ritratto di Alex Bey, agosto 1965) è una sostanziale trasposizione del romanzo.
- Negli albi di Zagor Il padrone del tempo e L'assassino di pietra (1987) c'è una storia chiaramente ispirata a esso, in cui un uomo diventa immortale grazie a una statua magica (che sostituisce il quadro e con la cui distruzione l'uomo invecchia e muore, proprio come Dorian Gray).
- Nel 1996 il settimanale Topolino ne pubblicò una parodia intitolata Il ritratto di Zio Paperone.[7]
- Il manga Utamaro: Il pittore visionario di Gō Nagai è una rivisitazione della trama del libro ambientata in Giappone, in cui un bijin-ga dipinto da Kitagawa Utamaro (protagonista della storia) assume un aspetto sempre più mostruoso man mano che l'anima della sua modella diventa sempre più malvagia.
- Nel numero 510 Alan Ford (Il ritratto di Dorian Gray, dicembre 2011) il Gruppo TNT presenta la vicenda sotto forma di rappresentazione teatrale.

### Letteratura
- Nel romanzo del 2002 Dorian, Will Self rielabora in chiave moderna e omosessuale il mito di Dorian Gray, calandolo nella Londra degli anni ottanta.
- Nel 2014 Francesco Falconi pubblica Gray, edito da Mondadori Editore, ispirato al romanzo di Oscar Wilde, sebbene la storia sia ambientata a Roma nell'epoca attuale.

### Musica
- Libretto di Paola Masino e Beppe de Tomasi, dramma in due tempi e 8 quadri, dall'omonimo romanzo di Oscar Wilde, musica di Franco Mannino, Curci, Milano, 1974. Prima esecuzione: Teatro Massimo Bellini di Catania, 12 gennaio 1982.
- Nell'album XD dei Lost, uscito il 25 gennaio 2008, è presente un brano ispirato alla storia d'amore tra Dorian Gray e Sybil Vane e intitolato Una nuova scena. L'autore è Walter Fontana.
- Il brano Dorian dei Demons & Wizards presente nell'album Touched by the Crimson King è ispirato al romanzo.

### Musical
- Nel 2002 il regista italiano Tato Russo crea una versione musical del romanzo con protagonista l'attore e cantante italo francese Michel Altieri. Lo spettacolo elogiato dalla critica prosegue per 4 anni di repliche[8].
- Nel 2016 viene presentata al Teatro La Fenice di Venezia in anteprima mondiale la versione in forma di teatro musicale Dorian Gray. La bellezza non ha pietà[9], una produzione della Maison Pierre Cardin ideata e scritta dal compositore Daniele Martini, per la direzione artistica e le scenografie di Rodrigo Basilicati, nipote di Pierre Cardin. Alla regia del primo allestimento, nel tour internazionale, Wayne Fowkes, a cui succede nel tour italiano del 2018 Emanuele Gamba[10].
- Nel 2025 viene presentata al Teatro Ristori di Verona l'opera rock Dorian Gray - Ora e per sempre, ideata e scritta dal compositore Alex Fusaro e dall'autore Angelo d'Andrea, con la regia di Elia Paghera e Enrico Frigo. Un'opera che intreccia rock, pop, musical e opera classica per reinventare il mito di Dorian Gray come mai prima[11].

### Balletto
- Nel 2008 il coreografo Matthew Bourne mette in scena il balletto Dorian Gray, con colonna sonora di Terry Davies.
- Nel 2018 in occasione del rinnovato tour estivo Roberto Bolle and Friends Roberto Bolle realizza Dorian Gray, su coreografia di Massimiliano Volpini e musica di Alessandro Quarta, che riprende il tema della Passacaglia di H.I.F. Von Biber.